# Gilchrist-Gletscher
Der Gilchrist-Gletscher ist ein kurzer Gletscher an der Budd-Küste des ostantarktischen Wilkeslands. Er mündet 18 km nordwestlich des Fox-Gletschers in den Südlichen Ozean.
Der US-amerikanische Kartograf Gardner Dean Blodgett kartierte ihn anhand von Luftaufnahmen der US-amerikanischen Operation Highjump (1946–1947). Das Advisory Committee on Antarctic Names benannte den Gletscher 1955 nach Edward Gilchrist (1811–1869), Schiffsarzt an Bord der Sloop USS Vincennes, Flaggschiff der United States Exploring Expedition (1838–1842) unter der Leitung des US-amerikanischen Polarforschers Charles Wilkes.